# Andrenosoma choprai
Andrenosoma choprai är en tvåvingeart som beskrevs av Stanley Willard Bromley 1935. Andrenosoma choprai ingår i släktet Andrenosoma och familjen rovflugor. Inga underarter finns listade i Catalogue of Life.